# HD87432
HD87432 — хімічно пекулярна зоря спектрального класу A0, що має видиму зоряну величину в смузі V приблизно  9,1.
Вона  розташована на відстані близько 1315,1 світлових років від Сонця.

## Пекулярний хімічний склад
Зоряна атмосфера HD87432 має підвищений вміст 
Cr
.